# Chelidonura juancarlosi
Chelidonura juancarlosi is een slakkensoort uit de familie van de Aglajidae. De wetenschappelijke naam van de soort is voor het eerst geldig gepubliceerd in 1998 door Ortea & Espinosa.